# Quantum of Solace
Quantum of Solace er en britisk-amerikansk actionfilm fra 2008. Filmen er den 22. i EON Productions' serie om den hemmelige agent James Bond, der blev skabt af Ian Fleming. Titlen betyder direkte oversat 'En smule trøst'. Navnet stammer fra en novelle i novellesamlingen For Your Eyes Only af Ian Fleming. Filmen har bortset fra navnet intet til fælles med novellen, hvis danske titel er Fortrøstningens kvanteteori.
Ved offentliggørelsen af filmens titel den 24. januar 2008 fortalte hovedrolleindehaveren Daniel Craig, at titlen refererer til, hvorledes Bonds hjerte bristede i slutningen af Casino Royale. Han forklarede yderligere: "Ian Fleming har skrevet om forhold. Når de går galt, når der ikke er noget tilbage, når gnisten, når ilden er døet hen, så er der ikke nogen trøst. Og i slutningen af den sidste film har Bond fået taget sit livs kærlighed fra ham, og han fik aldrig den trøst." Traditionen tro har titlen dog også at gøre med noget helt andet i filmen, i dette tilfælde den skruppelløse hemmelige organisation Quantum.
Hvad angår handlingen fortalte Daniel Craig tidligere, at producenterne havde den ide, at der er en organisation, som der skal gøres noget ved, og at Bond har tanke for hævn, men ikke vil tage de rigtige beslutninger.

## Plot
Filmen starter kort efter slutningen på den foregående film i serien, Casino Royale, hvor Bond konfronterede den sårede Mr. White.
Mr. White bliver hentet til afhøring i Siena, hvor han røber en hemmelig organisation, men før Bond og M får mere ud ham, hjælper en forræder ham til flugt. Forræderens forbindelser spores imidlertid til Haiti og Dominic Greene, Greene er officielt er formand for Greene Planet men er reelt et medlem af den hemmelige organisation Quantum, der planlægger kup sammen med Bolivia-generalen Medrano. Bond følger sporene via Østrig og med René Mathis hjælp til Bolivia. Men sporene bliver til hans overordnede M's bekymring stadig mere blodige.

## Medvirkende
Hovedrollen som James Bond spilles af Daniel Craig, der havde også rollen i den 21. Bond-film, Casino Royale. Judi Dench som M, Jesper Christensen som Mr. White og Jeffrey Wright som Felix Leiter er ligeledes gengangere. Desuden er Giancarlo Giannini tilbage som René Mathis, der viser sig at være dobbeltagent. Rory Kinnear spiller M's stabschef Bill Tanner, en figur der af og til har været med i de tidligere film. Til gengæld er er Q og Miss Moneypenny fra de samme film undladt.
Der var rygter om, at tvillingerne Mary-Kate og Ashley Olsen muligvis skulle spille med i filmen som to Bond-piger, men det passede ikke.

## Rolleliste
| Skuespiller        | Rolle           |
| ------------------ | --------------- |
| Daniel Craig       | James Bond      |
| Judi Dench         | M               |
| Mathieu Almaric    | Dominic Greene  |
| Olga Kurylenko     | Camille         |
| Jeffrey Wright     | Felix Leiter    |
| Giancarlo Giannini | René Mathis     |
| Gemma Arterton     | Agent Fields    |
| Joaquin Cosío      | General Medrano |
| Jesper Christensen | Mr. White       |
| Rory Kinnear       | Bill Tanner     |

## Optagesteder
- Pinewood Studios, Storbritannien
- Palio di Siena hestevæddeløb, Craco, Maratea, Limone ved Gardasøen i Italien m.fl.
- Madrid
- Bregenz i Østrig
- Panama